# ジョン・ヴィジー (第2代ド・ヴェシー子爵)

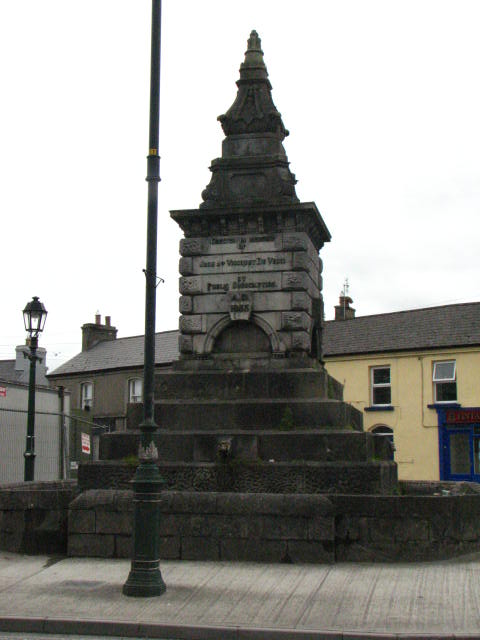
アビーリークスにある、第2代ド・ヴェシー子爵の記念碑。1855年建立、2007年撮影。

第2代ド・ヴェシー子爵ジョン・ヴィジー（英語: John Vesey, 2nd Viscount de Vesci、1771年2月15日 – 1855年10月19日）は、アイルランド王国出身の貴族、政治家。アイルランド庶民院議員（在任：1796年 – 1797年）、アイルランド貴族代表議員（在任：1839年 – 1855年）を務めた。

## 生涯
初代ド・ヴェシー子爵トマス・ヴィジーと妻セリナ・エリザベス（Selina Elizabeth、旧姓ブルック（Brooke）、初代準男爵サー・アーサー・ブルックの娘）の長男として、1771年2月15日にダブリンのキルデア・ストリートで生まれた。ハーロー校を経て、1788年10月13日にダブリン大学トリニティ・カレッジに入学した。
1796年から1797年までメアリーバラ選挙区の代表としてアイルランド庶民院議員を務めた。
1804年10月13日に父が死去すると、ド・ヴェシー子爵位を継承した。
1831年10月17日にクイーンズ・カウンティ統監に任命され、1855年に死去するまで務めた。
1839年1月19日にアイルランド貴族代表議員に選出され、1855年に死去するまで務めた。貴族院では保守党に属し、穀物法廃止に反対票を投じたが、それ以外の投票記録は少なかった。
1855年10月19日にダウン県ポータフェリーで死去、息子トマスが爵位を継承した。

## 家族
1800年8月25日、フランシス・レティシア・ブラウンロー（Frances Letitia Brownlow、1840年6月6日没、ウィリアム・ブラウンローの娘）と結婚、2男1女をもうけた。
- キャサリン（1802年6月19日[9] – 1882年2月27日） - 1833年4月30日、パトリック・ジョン・ニュージェント（Patrick John Nugent、1857年没）と結婚[8]
- トマス（1803年9月21日 – 1875年12月23日） - 第3代ド・ヴェシー子爵[1]
- ウィリアム・ジョン（1806年8月12日 – 1863年8月3日） - 1837年7月、イザベラ・エリザベス・ブラウンロー（Isabella Elizabeth Brownlow、1900年3月8日没、フランシス・ブラウンローの娘）と結婚[8]